# Општина Тутин
Општина Тутин је једна од општина Србије. Налази се у југозападној Србији, у Рашком округу.
Према попису становништва из 2022. године, општина Тутин има 33.053 становника. Већину, према попису из 2022. чине Бошњаци 30.413 (92%), Срба има 704 (2,13%) док Муслимана има 340 (1,03%).
Општина Тутин као једна од рашких општина налази се на територији југозападне Србије и ограничена је територијама 7 других општина: Новим Пазаром, Сјеницом, Зубиним Потоком и Истоком из Србије, а Рожајама, Петњицом и Бијелим Пољем из Црне Горе.
Територија општине Тутин са просечном надморском висином од 1000 m простире се на површини од 741 km² што је чини, заједно са градом Новим Пазаром, другом општином Рашког округа, док је по броју становника (33.053) трећа општина истог округа.

## Географија и топографија
Општина Тутин спада међу највише општине у Србији, са просечном надморском висином изнад 1.000 м. Испод 800 м надморске висине налази се само 15 km² територије општине. Њих чине делови долина Себечевске и реке Ибар. Између 800 и 1.000 м надморске висине налазе се, углавном, више површине око ових река, као и Тутинска котлина и Коштан-поље који заузимају 174 km² површине општине.
Највећа пространства, 463 km², чине терени Пештерске висоравни и нижих планина (Велике Нинаје, Хума и Јарута) са висинама од 1.000 до 1.500 м. Горња граница насељености је 1.300 м надморске висине.
Терени између 1.500 и 2.000 м надморске висине чине 88 km² (појас Мокре Горе и Мокре планине). Изнад 2.000 м надморске висине налази се само 0,7 km² у оквиру којих је смештен највиши планински врх у општини, Поглед.
Стално ненасељени терени налазе се на висинама изнад 1.300 м, простирући се на 187 km².
Рељеф општине Тутин карактеришу висоравни, брдовито земљиште, брежуљци, брегови, брда, планине, планински венци, бројни планински предели (седла), клисуре, котлине, вртаче, пећине и реке са низом мањих притока. Равничарско земљиште је ретко. Има га на подручјима Горње и Доње Пештери и у долини река: Видрењака, Ибра, Ковачке реке, Смолучке реке, Годуље и Попуље. Обележја равничарског простора има и рејон села Веље Поље и делови села Горњи и Доњи Црниш. Најбројнији су брежуљци (најмања узвишења), брегови (нешто већа узвишења од брежуљака) и брда (узвишења до 500 м надморске висине). На територији општине Тутин издваја се неколико планинских области: Мојстирско-драшке планине, Горња и Доња Пештер.
Рељеф Мојстирско-драшке области чине високе планине. Стрмо, изнад Рибарића и Ћулија (Чулија), уздиже се планина Вепрња (1.393 м). Јужно од Вепрње, пружа се широки планински масив Понора, Сломне горе и Пољане, на којима се истичу високи врхови: Новин врх (1.806 м) и Поглед (2.154 м). Густе шуме на овој планини испресецане су бројним пространим пашњацима.
Изнад села Драге и Врбе уздижу се масиви: Косов раван и Вуксанове рупе. На том подручју се истичу врхови Орлосед (1.689 м) и Зогића станови (1.947 м). 
Средишње насеље Горње Пештери је Лескова. Цео басен је планински са надморском висином од 1.028 до 1.334 м. Северно од овог новонасталог насеља пружају се села Градац и Браћак, као и пространо поље све до Карајукића Бунара (у сјеничкој општини). Ово пространство пресецају два већа узвишења: Грачански крш (1.364 м) и Тројан (1.351 м).

## Клима
На целом подручју доминантна је планинска клима, са дугим и снежним зимама и краћим и свежим летима, осим долина Ибра и Видрењака у којима клима има карактеристике субпланинског типа.
- Најхладнији месец — јануар — просечна температура 3,4 °C
- Најтоплији месец — август — просечна температура 17 °C
- Просечна годишња температура 7,8 °C
- Највлажнији месец — јануар и децембар — просечна влажност 85%
- Најсушнији месец — мај — просечна влажност 69%
- Просечне годишње падавине 610 l/m²
- Броја дана преко 25° — 74
- Број дана са јако ниском температуром (испод нуле) — 132
- Број дана под снегом — 85 дана
- Највише падавина — месец јун — просек 68 l/m²
- Најмање падавина — месец јануар — просек 31 l/m²
- Просечан број сунчаних сати — 5,13 х/дан

## Културне и туристичке атракције
У центру Општине, Тутину, постоје две установе културе: Народна библиотека „Др Ејуп Мушовић” и Мултумедијални центар. Обе институције налазе се у објекту дома културе, који је изграђен седамесетих година прошлог века у стилу бруталима. Овај објекат више деценија представља ценар културно – уметничких дешавања у општини Тутин.
Од културно-туристичких локација у општини Тутин се издвајају манастир Црна река у Рибарићима, Црквиниште у Тутину, Глухавица, Годовска и Смолућка пећина, Споменик природе Промуклица и строги резервати природе Каљавица, Поглед и Белег у оквиру Специјалног резервата природе Мојстирско-Драшке планине.
Културни живот у општини је прилично разнородан, а посебно обележје му дају Дани културе, Тутински књижевни сусрети, смотра народног стваралаштва, фестивал дечје песме и бројни сеоски вашари, традиционална народна окупљања, на којима се представљају народне ношње и народне игре. Најпознатији су у селима Делимеђе, Лескова, Батраге и другим. У Општини се организују и разна спортска такмичења.
У селу Делимеђе налази се џамија чији су минарети највиши у Европи (без Турске), са висином од 77,24 m.

## Демографија
| Састав становништва – општина Тутин | Састав становништва – општина Тутин | Састав становништва – општина Тутин | Састав становништва – општина Тутин |
| ----------------------------------- | ----------------------------------- | ----------------------------------- | ----------------------------------- |
|                                     | 2022.                               | 2011.                               | 2002.                               |
| Укупно                              | 33.053 (100,00%)                    | 31.155 (100,00%)                    | 29.740 (100,00%)                    |
| Бошњаци                             | 30.413 (92,01%)                     | 28.041 (90,00%)                     | 28.319 (94,23%)                     |
| Срби                                | 704 (2,13%)                         | 1.090 (3,48%)                       | 1.299 (4,32%)                       |
| Муслимани                           | 340 (1,03%)                         | 1.092 (3,50%)                       | 223 (0,74%)                         |
| Остали                              | 1.488 (6,17%)                       | 932 (2,99%)                         | 83 (0,28%)                          |